# Vinkelhage
En vinkelhage er et redskab, der brugtes af håndsættere til at sammensætte de løse blytyper til satslinjer. Apparatet består af et vinkelformet metalstykke af nysølv med en fast endevæg i den ene ende og en forskydelig endevæg i den anden. Den forskydelige endevæg kan fastlåses med et lille håndtag, når vinkelhagen er indstillet nøjagtigt til den ønskede linjelængde. Vinkelhagen holdes i venstre hånd. I vinkelhagen anbringes blytyperne en for en, fastholdt af tommelfingeren, fra venstre mod højre men på hovedet. Linjerne udsluttes til nøjagtig samme længe ved indsætning af mellemrum, spatier, af variabel bredde enten mellem ordene eller sidst i hver satslinje. Når et passende antal linjer er sat, løftes de, støttet af en sættelinje ud med et særligt håndgreb og anbringes i skibet, hvor de samles til spalter.